# Інститут індустріальних досліджень Меллона
Інститут індустріальних досліджень Меллона — дослідницький інститут у місті Піттсбург, штат Пенсільванія, США, заснований 1913 року Ендрю Меллоном і Річардом Меллоном. У 1967 році був об'єднаний з Технологічним інститутом Карнегі, щоб сформувати Університет Карнегі-Меллон.
Будівля інституту є пам'ятником архітектури.